# Antonio Cores
Antonio Cores Uría (San Fernando, Cádiz; 1936 - Almuñécar, Granada; 22 de marzo de 2020) fue un fotógrafo español.

## Biografía
En el siglo pasado, a finales de la década de 1950, en los estudios de Cine de Boulogne de París, Cores toma contacto con la fotografía por primera vez y estudia en profundidad del manejo de sus técnicas.
En 1961 se establece como fotógrafo en Madrid y hasta 1971 desarrolla su actividad profesional, con dedicación especial a la fotografía publicitaria, de moda, industrial, de arquitectura y flamenco.
En 1963 obtiene el Premio de Carteles Representativos de España con su cartel en la Feria Mundial de Nueva York. Decora con 30 fotografías murales el Pabellón de España. Con Jesús de la Sota y textos de Edgar Neville y Alfredo Mañas realiza el catálogo para la Feria, que incluye 21 fotografías de Antonio Gades. Dirige el Equipo de Fotografía de Televisión Española.
En 1965, de la mano de Jesús y Alejandro de la Sota, pone en práctica su gran proyecto fotográfico de Arquitectura Popular Mediterránea que desarrolla en España, Italia, Grecia y norte de África.
Durante la primavera del año 1966, el fotógrafo Antonio Cores realizó un conjunto de instantáneas en el estudio de Pablo Picasso en Vallauris, en el Museo Grimaldi en Antibes y en Mougins.
En 1968 realiza su primer viaje al continente africano y recoge imágenes desde Argelia hasta Zaire.
En 1971 inicia la vuelta al mundo en velero, que compartirá con distintos objetivos en la fotografía, entre cuyos proyectos figuran encargos de la National Geographic (reportaje sobre ballenas en las Islas Granadinas, etc.). Tras paradas, vicisitudes y múltiples aventuras, el viaje anticipa su fin al estrellarse el barco en las costas de Santo Domingo. Antonio Cores despierta, vivo, al amanecer, en un acantilado. Del barco no queda nada, y todo el trabajo fotográfico y documental desaparece.
En 1975 y hasta 1981 se produce su gran viaje a través del Nilo y sus afluentes, desde Alejandría hasta Uganda. Suceden innumerables vivencias y aventuras, y especialmente singulares resultan sus relaciones y experiencias con diferentes tribus Nilóticas: Nubas, Shyluk, Nuer, Dinka, Taposa y Anuak. De estos periplos nos queda constancia con su magnífica obra fotográfica, de la que merece atención prioritaria la colección que se corresponde con los Nuba, tribu con la que convive durante varios años.
Con Claudio Bravo, desde los 60 y hasta su muerte en 2011, mantiene una muy fluida relación de amistad, trabajo y experiencias comunes. Muestra de ello uno de los últimos grandes proyectos de Antonio Cores, en este caso en colaboración con el artista y la fotógrafa-artista Beatriz del Río García, el libro editado en 2010, por Gallimard, “Marabouts, Maroc”, un amplio recorrido por tierras marroquíes que muestra las últimas moradas del desierto.
En estos últimos años viene dedicando parte de su actividad fotográfica a la digitalización y clasificación de toda su obra.

## [1]Enlaces externos
- Sitio oficial
- Muere Antonio Cores

- Datos: Q5698075

1. ↑  Blanco Agüeira, Silvia (2015). «Antonio Cores: patrones vernaculares para fotografías contemporáneas». Fotografía y arquitectura moderna. Contextos, protagonistas y relatos desde España (Barcelona: Arquia): 185-197.